# Саллі Ганнелл
Саллі Ганнелл (англ. Sally Gunnell, 29 липня 1966) — британська легкоатлетка, олімпійська чемпіонка.

## Виступи на Олімпіадах
| Олімпіада      | Дисципліна                    | Місце          |
| -------------- | ----------------------------- | -------------- |
| Сеул 1988      | біг на 100 метрів з бар'єрами | 6 h2 r3/4      |
| Сеул 1988      | біг на 400 метрів з бар'єрами | 5              |
| Сеул 1988      | естафета 4 x 400 метрів       | 6              |
| Барселона 1992 | біг на 400 метрів з бар'єрами | 1              |
| Барселона 1992 | естафета 4 x 400 метрів       | 3              |
| Атланта 1996   | біг на 400 метрів з бар'єрами | участь h2 r2/3 |